# Abu l-Fath Muhammad ibn Annaz
Abu-l-Fat·h Muhàmmad ibn Annaz fou el fundador de la dinastia annàzida. Era un cap kurd; els seus títols eren hàjib i nadjib pel que cal suposar que era un funcionari del buwàyhida Baha al-Dawla (980-1013) i va poder governar a Hulwan del 991 al 1010.
El 997 es va apoderar de Dakuka que pertanyia als Banu Uqayl. El 999 va aniquilar el petit feu local de Zahman ibn Hindi a Khanikin. El 1002 va lluitar contra el Banu Mazyad (mazyàdides) aliat al cap Hadjdjadj ibn Hormuz. El mateix any es va posar al servei de Amid al-Djuyush.
El 1006 fou expulsat de Hulwan pel kurd Badr ibn Hasanwayh aliat a Abu l-Hasan Ali ibn Mazyad, i es va retirar a Bagdad amb el visir Amid al-Djuyush Abu Ali Hasan ibn Abi Djafar, i al cap d'uns mesos es va signar un tractat amb el cap kurd rival pel qual es va declarar vassall hasanwàyhida i va recuperar Hulwan (1007) o en tot cas abans del 1010, perquè segon Ibn al-Athir va morir aquest any en aquesta ciutat.
Li va succeir a Hulwan el seu fill Hisam al-Din Abu l-Shawk Faris, però altres germans van obtenir alguns territoris: Muhalhil ibn Muhammad a Shahrazur, i Surkhab ibn Muhammad a Bandanidjin (Mandali) al sud, prop dels territoris dels luris.